# Töchter vom heiligen Kreuz
Die Töchter vom heiligen Kreuz (lateinisch Filiae Sanctae Crucis, französisch Filles de la Croix, Ordenskürzel FCr) sind eine Ordensgemeinschaft der römisch-katholischen Kirche.

## Geschichte
Der Orden wurde von Maria Theresia Haze im Jahre 1833 gegründet. Die vier Frauen arbeiteten in den Elendsvierteln der Industriestadt Lüttich, sorgten sich um Straßenkinder, Arme, Hilfsbedürftige und Kranke, insbesondere um Mädchen und Frauen. Das Prinzip des Ordens ist die tätige Nächstenliebe in der Nachfolge Christi – dem Einzelnen zugewandt.
Der Orden wuchs rasch an. Seit 1862 gingen die Töchter vom heiligen Kreuz weltweit in neun Länder, nach Indien, Pakistan, England, Irland, Italien, Kalifornien, Brasilien und im Jahre 2000 nach Kamerun. In Deutschland wirken sie hauptsächlich in den Bistümern Münster, Essen, Köln und Aachen. Heute zählt der Orden etwa 1000 Ordensschwestern.
Die Gründerin Maria Theresia Haze wurde 1991 von Papst Johannes Paul II. seliggesprochen.

## Bestehende Niederlassungen in Deutschland

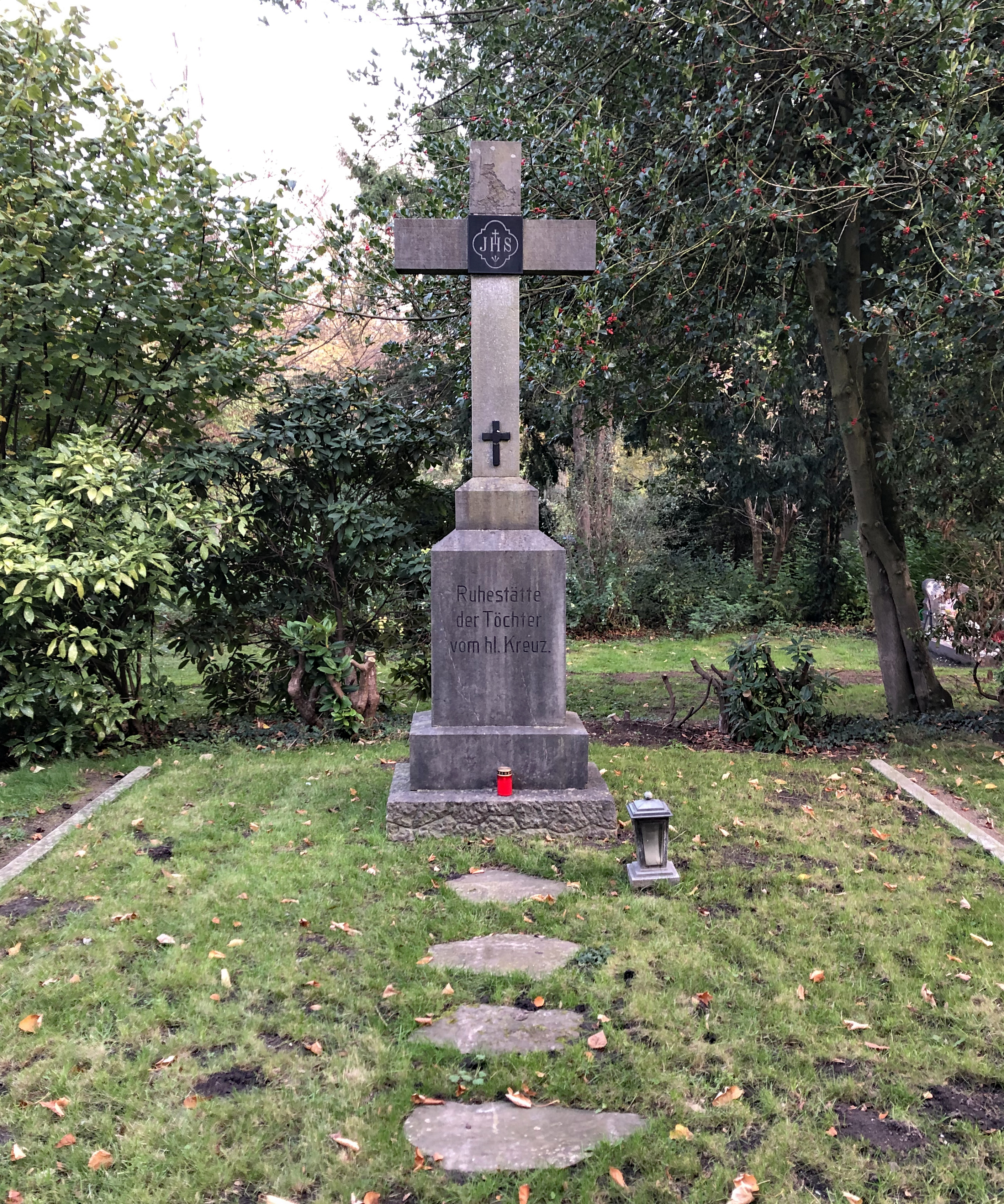
Ruhestätte der Töchter vom heiligen Kreuz, Nordfriedhof Düsseldorf

Die Ordensleitung für Deutschland befindet sich in Haus Aspel bei Rees am Niederrhein. Hier wurde 1851 die erste deutsche Niederlassung gegründet. 
In Düsseldorf betrieb der Orden bis in der zweiten Hälfte des 20. Jahrhunderts das Theresienhospital Altestadt. Im Jahre 1852 hatte die Ordensgemeinschaft das Hospital des Cellitinnenklosters unter der Oberin Émilie Schneider übernommen. Im Jahre 1859 wurde der ehemalige Konvent der Karmelitinnen an die Töchter vom Heiligen Kreuz durch Kabinettsorder von Prinzregent Wilhelm, des späteren Kaisers Wilhelm I. übertragen. 2015 erfolgte der Eigentumsübergang an der Josephskapelle auf die Katholische Kirchengemeinde von St. Lambertus. Im Ortsteil Unterrath wird aktuell noch das Kloster St. Josef geführt. Das Kloster und Altersheim St. Raphael liegt in Aachen.

## Ehemalige Niederlassungen in Deutschland
- Haus Nazareth in Immerath
- Kloster in Essen-Werden
- Kloster St. Raphael